# Міжнародна біологічна олімпіада

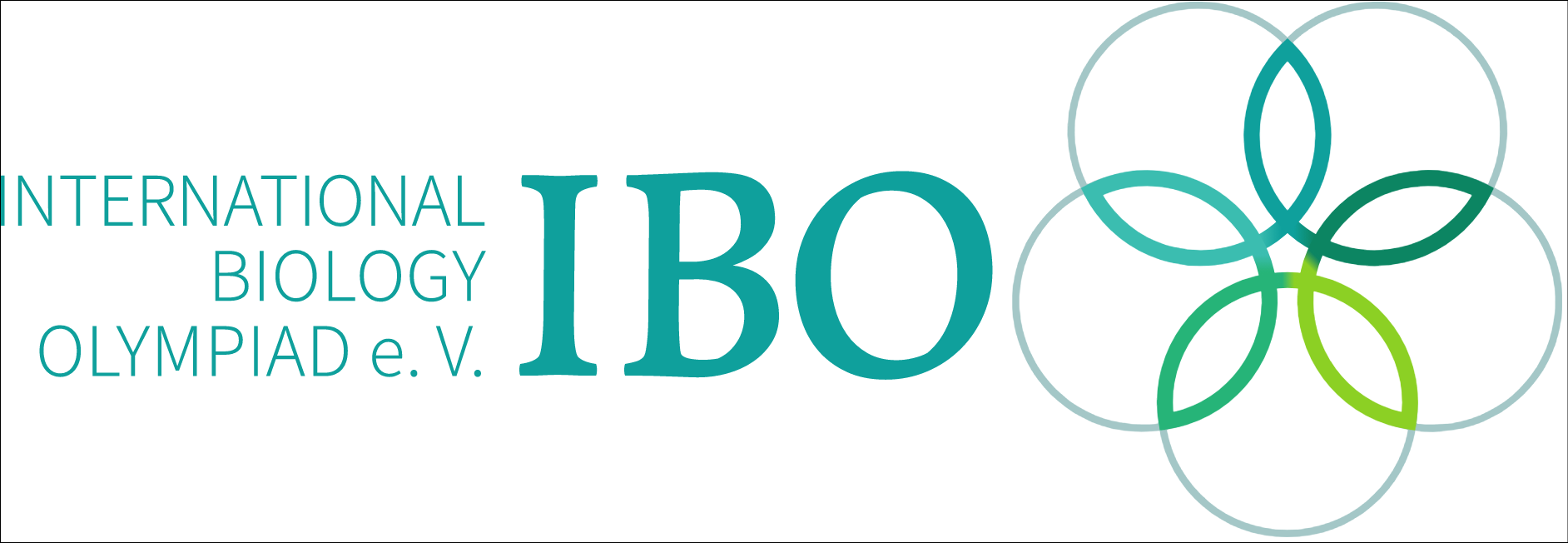
Логотип Міжнародної біологічної олімпіади.

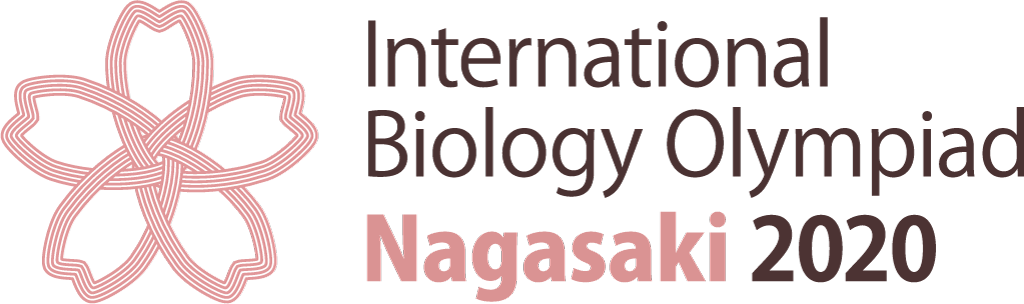
Логотип Міжнародної біологічної олімпіади 2020 у Нагасакі, Японія.

Міжнародна біологічна олімпіада (англ. International Biology Olympiad, IBO) — міжнародне щорічне наукове змагання серед учнів старших класів, яке проходить кожного разу в іншій країні та триває приблизно один тиждень. У 2015 році Міжнародна біологічна олімпіада (МБО) проходила в Орхусі (Данія). Це була 26 конкурс в історії МБО. 2024 року ювілейна 35 олімпіада пройшла в Астані, Казахстан.

## Історія
У 1989 році у Празі та Брно шість держав (Бельгія, Болгарія, Німецька Демократична Республіка, Польща, Чехословаччина та СРСР) заснували Міжнародну біологічну олімпіаду (МБО) та стали першими її учасниками. Саму МБО було вперше проведено у 1990 році у Чехословаччині. Незважаючи на природні організаційні труднощі, олімпіада мала успіх. З кожною наступною олімпіадою коло країн-учасниць розширюється, і у 2011 році в МБО змагалися представники 58 країн.

## Хронологія олімпіад з 1990 по 2030 роки[4][5]
1990 - Оломуць, Чехія
1991 - Махачкала, росія
1992 - Попрад, Словаччина
1993 - Утрехт, Нідерланди
1994 - Варна, Болгарія
1995 - Бангкок, Таїланд
1996 - Артек, Україна
1997 - Ашгабат, Туркемністан
1998 - Кіль, Німеччина
1999 - Уппсала, Швеція
2000 - Анталія, Туреччина
2001 - Брюссель, Бельгія
2002 - Юрмала-Рига, Латвія
2003 - Мінськ, Білорусь
2004 - Брисбен, Австралія
2005 - Пекін, КНР
2006 - Ріо-Кварто, Аргентина
2007 - Саскатун, Канада
2008 - Мумбай, Індія
2009 - Цукуба, Японія
2010 - Чханвон, Південна Корея
2011 -Тайбей, Тайвань
2012 - Сингапур, Сингапур
2013 - Берн, Швейцарія
2014 - Балі, Індонезія
2015 - Орхус, Данія
2016 - Ханой, В'єтнам
2017 - Ворицький університет, Велика Британія
2018 - Тегеран, Іран
2019 - Сеґед, Угорщина
2020 - Нагасакі, Японія (проходила онлайн)
2021 - Лісабон, Португалія (проходила онлайн)
2022 - Єреван, Вірменія
2023 - Аль-Айн, ОАЕ
2024 - Астана, Казахстан
2025 - Кесон-Сіті, Філіпіни (майбутня)
2026 - Вільнюс, Литва (майбутня)
2027 - Варшава, Польща (майбутня)
2028 - місто не зазначене на офіційному сайті, Нідерланди (майбутня)
2029 - місто не зазначене на офіційному сайті, Чехія (майбутня)
2030 і подальші - не зазначена на офіційному сайті

## Мета
Основними завданнями МБО, як зазначено у її статуті, є:
- об'єднання талановитої молоді з різних країн;
- стимуляція розвитку здібностей талановитих дітей;
- обмін досвідом проведення національних олімпіад та порівняння рівнів національної освіти різних країн.

## Умови змагань
Офіційною мовою олімпіади є англійська (згідно зі статутом МБО всі завдання країна-організатор повинна також надати й українською мовою). Всі учасники оцінюються на їх індивідуальному заліку. Вони базуються на результатах теоретичних і практичних випробувань з основних розділів біології:
- Анатомія і фізіологія тварин — 25 %;
- Молекулярна біологія — 20 %;
- Генетика, популяційна генетика, еволюція — 20 %;
- Анатомія і фізіологія рослин — 15 %;
- Екологія — 10 %;
- Етологія — 5 %;
- Систематика — 5 %.[6]

Золоті медалі надаються найкращим 10 % учасників, срібні медалі надаються наступним 20 % учасників, і бронзові медалі надаються наступним 30 % учасників.

## Участь команди України у Міжнародній біологічній олімпіаді
Україна як незалежна держава бере участь у МБО з 1992 року.
| Рік проведення | Країна-організатор | Золото | Срібло | Бронза | Диплом учасника |
| -------------- | ------------------ | ------ | ------ | ------ | --------------- |
| 2016           | Ханой              | —      | —      | —      | —               |
| 2015           | Данія              | —      | 1      | 3      | —               |
| 2014           | Індонезія          | —      | 1      | 3      | —               |
| 2013           | Швейцарія          | —      | —      | 4      | —               |
| 2012           | Сінгапур           | —      | 1      | 2      | 1               |
| 2011           | Тайвань            | —      | 2      | 1      | 1               |
| 2010           | Південна Корея     | —      | 1      | 2      | 1               |
| 2009           | Японія             | —      | —      | 2      | 2               |
| 2008           | Індія              | —      | —      | 3      | 1               |
| 2007           | Канада             | —      | —      | 3      | 1               |
| 2006           | Аргентина          | 1      | —      | 3      | —               |
| 2005           | Китай              | —      | 2      | 2      | —               |
| 2004           | Австралія          | 1      | —      | 3      | —               |
| 2003           | Білорусь           | —      | 2      | 2      | —               |
| 2002           | Латвія             | —      | 1      | 3      | —               |
| 2001           | Бельгія            | —      | 2      | 2      | —               |
| 2000           | Туреччина          | 1      | 2      | 1      | —               |
| 1999           | Швеція             | —      | 1      | 3      | —               |
| 1998           | Німеччина          | —      | 2      | 2      | —               |
| 1997           | Туркменістан       | 1      | —      | 3      | —               |
| 1996           | Україна            | 1      | 2      | 1      | —               |
| 1995           | Таїланд            | —      | 3      | 1      | —               |
| 1994           | Болгарія           | —      | 2      | 1      | 1               |
| 1993           | Нідерланди         | —      | —      | 1      | 3               |
| 1992           | Чехословаччина     | 1      | 1      | —      | —               |

Щороку майже всі члени команди України повертаються з призовими місцями, що говорить про досить високий рівень підготовки наших школярів з біології.
- 2015 — Іван Блащак (м. Тернопіль)-срібло, Катерина Забава(м.Київ), Арсеній Гордейчик(м.Київ), Гусак Тетяна(м.Київ) — бронза ;
- 2014 — Сергій Орлик (м.Київ) — срібло, Микола Кліщ (м.Львів), Дарія Кузьменко (м. Харків) та Елана Кисіль (Донецька область) — бронза;
- 2013 — Семенюк Дмитро (Київська область), Журавель Андрій (Волинська область), Репетило Ірина (м. Івано-Франківськ) та Золотарьов Григорій (м. Харків) — бронза;
- 2012 — Клещевніков Віталій (м. Київ) — срібло, Бондаренко Владислав (Київська область), Кедлян Вероніка (м. Харків) — бронза та Олена Федонюк (м. Луцьк) — учасник;
- 2011 — Сапожнікова Валерія та Шіряєва Дарія — срібло, Волков Андрій — бронза;
- 2010 — Овсянніков Андрій — срібло, Губар Олександр та Сапожнікова Валерія — бронза;
- 2009 — Коміссаров Артем та Кравець Анастасія — бронза;
- 2008 — Куров Артем, Ягенський Олександр та Бондарєва Анастасія — бронза;
- 2007 — Бова Дарія, Кобилінський Олександр та Ковалик Леся — бронзова медаль;
- 2006 — Шиян Максим — золото, Щукін Юрій, Батюк Михайло та Каменська Анастасія — бронза;
- 2005 — Шиян Максим та Барсуков Олексій — срібло, Деніс Євген та Бундерчук Ігор — бронза;
- 2004 — Болдовський Володимир — золото, Замошнікова Аліна, Добровольский Станіслав, Руднєв Микола — бронза.

### Формування команди України у Міжнародній біологічній олімпіаді
Команда України формується з переможців IV етапу Всеукраїнської біологічної олімпіади. Вісім учнів 10-11 класів, які показали найкращі результати, запрошуються на тренувальні відбори, які відбуваються на базі біологічного факультету Київського національного університету імені Тараса Шевченка. Протягом одного-двох тижнів, претенденти займаються із викладачами та науковцями біологічного факультету КНУ ім. Тараса Шевченка та інших ВНЗ Києва. Програма підготовки команди будується із врахуванням загальної програми підготовки учасників МБО та особливостей проведення конкретної МБО. Окрім підготовки, учасники тренувальних зборів проходять численні тестування як теоретичних знань, так і практичних вмінь та навичок, за результатами яких з восьми претендентів вибираються чотири найкращих, які і будуть представляти Україну на МБО.